# Eugenia hatschbachii
Eugenia hatchchbachii é um gênero de plantas com flores, que foi descrito pela primeira vez por Mazine. Eugenia hatschbachii pertence ao gênero Eugenia e àfamília Myrtaceae. É encontrado no Brasil, no estado do Mato Grosso.